# رمز (رپر)
رمز (انگلیسی: Ramz؛ زادهٔ ۱۸ فوریهٔ ۱۹۹۷) موسیقی‌دان اهل بریتانیا است. وی از سال ۲۰۱۷ میلادی تاکنون مشغول فعالیت بوده‌است.